# I misteri di Shanghai
I misteri di Shanghai (The Shanghai Gesture) è un film del 1941, diretto da Josef von Sternberg.
Secondo John Baxter, I misteri di Shanghai è «l'ultimo classico sternberghiano»; per Giovanni Buttafava, «Shanghai Gesture rovescia tutti i miti di Sternberg con una meravigliosa violenza, esaltandoli ancora una volta, al massimo della loro carica, e sbeffeggiandoli subito dopo, o contemporaneamente». Secondo Lorenzo Baldassari, I misteri di Shanghai anticipa la modernità dell'ultimo film del regista, L'isola della donna contesa: «Sternberg esibisce polemicamente contro Hollywood il carattere artificiale, moderno, del proprio universo filmico, ponendosi in evidente contrasto con le norme linguistiche e produttive del cosiddetto "modello classico"».
La sceneggiatura del film è tratta da una pièce di John Colton (The Shanghai Gesture, 1926), e prima di arrivare nelle mani di Sternberg e dei suoi collaboratori ha subito un lavoro decennale di riscrittura, con più di trenta versioni non approvate dalla censura.

## Trama
Gin Sling è obbligata a chiudere il casinò di cui è proprietaria entro il Capodanno cinese: a Shanghai è arrivato un facoltoso uomo d'affari, Guy Charteris, che vuole legalizzare le bische clandestine. Lo stesso giorno in cui il capo della polizia annuncia alla donna che le rimangono poche settimane di tempo prima della chiusura, la figlia di Guy, Victoria Charteris, entra clandestinamente nel casinò sotto il falso nome di Poppy. 
Una volta scoperta l’identità della ragazza, Gin Sling sfrutterà la passione di Poppy per il gioco d’azzardo e per uno dei suoi loschi dipendenti, il poeta Omar, per consumare la propria vendetta nei confronti di Guy. Quest'ultimo, infatti, era stato l'amante di Gin Sling e l'aveva sedotta e abbandonata.

## Produzione
Il film fu prodotto dall'Arnold Pressburger Films (con il nome Arnold Productions Inc.).

## Distribuzione
Distribuito dall'United Artists, il film venne presentato in prima a New York il 25 dicembre 1941.